# Étude op. 8 no 12 de Scriabine

L'Étude op. 8 no 12 (ou Patetico, ou Étude pathétique) est la dernière du premier recueil d'études d'Alexandre Scriabine, publié en 1895 (la toute première étude, l'opus 2 no 1, date de 1887, selon Scriabine lui-même), alors que ce dernier a 23 ans. C'est une des œuvres les plus connues de Scriabine, et sans doute la plus célèbre de ses études. 

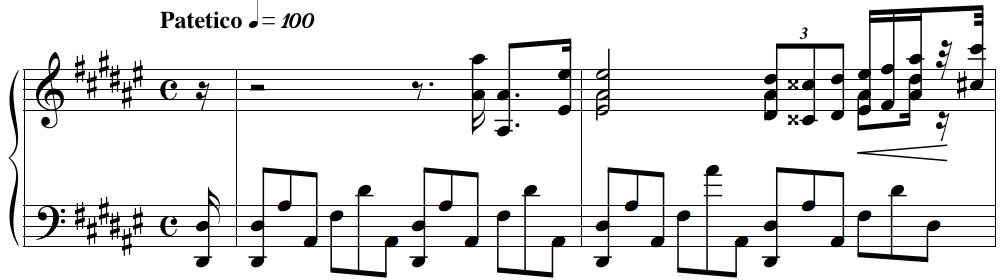
Le début de la partition du Patetico de Scriabine

## Composition
Elle est en ré dièse mineur (six dièses à la clé), de mesure 4/4 ou C, mesure assez rarement utilisée par le compositeur, contrairement à Rachmaninov qui l'utilise dans un nombre considérable de pièces. Le tempo donné se situe sur une fourchette de 100 à 112 à la noire avec comme indication Patetico (d'où le nom qu'on lui donne parfois, la Pathétique).
De cette étude, rien de bien original en ce qui concerne la structure, que l'on retrouve dans bien d'autres pièces courtes pour piano : une structure de type A-B-A.. Le thème est exposé en A, développé en B et réexposé ensuite en A', mais arrangé différemment (d'où la dénomination A' et non simplement A). En A et B, un chant en accords (extension une octave) de la main droite est accompagné par une basse en triolets de la main gauche, le décalage rythmique (binaire de la main droite, ternaire de la gauche) donne au morceau un rythme un peu "buté". C'est cet accompagnement de la main gauche qui constitue le principal intérêt technique de cette pièce, un mélange de grands déplacements et d'extensions qui frise la surenchère technique : la plus grande extension fait ré#-sol#, trop grande pour les mains mêmes de Scriabine (cela dit, rien n'empêche d'arpéger), certains déplacements couvrent deux octaves d'un coup, le motif d'accompagnement change souvent (il y a tout de même des répétitions). Malgré tout, le mouvement de la main gauche n'est pas excessivement rapide (cinq notes à la seconde) comparé à celui d'autres pièces (ex: Moment musical no 4 de Rachmaninov) qui peuvent atteindre dix à quinze notes à la seconde et même plus. Cependant, les déplacements nécessitent tout de même une main souple, rapide et précise. Dans la partie A', le thème est repris, accompagné cette fois de triolets d'accords des deux mains (la main droite joue donc à la fois le thème et l'accompagnement), puis d'une montée des deux mains sur deux mesures suivie d'un accord, et enfin de deux accords conclusifs.

## Influence
On a comparé son caractère épique et puissant à la Révolutionnaire de Frédéric Chopin, ce qui n'a rien de surprenant quand on sait l'influence de ce dernier sur Scriabine.
Le principe de la main droite qui joue à la fois le thème binaire et un accompagnement ternaire se retrouve dans le Nocturne opus 48 no 1 de Chopin, également lors de la reprise du thème principal (cf.fichier audio ci-contre).